# Егюий Верт
Егюий Верт (на френски: Aiguille Verte, „Зелената игла“) е връх в Алпите, в масива Монблан. Той има височина 4122 m, с което се нарежда между най-високите върхове в цялата планина. Описван е като „много красив и почти невъзможен за покоряване“. Намира се на късо странично било в западна посока от централното и по този начин – изцяло във Франция. В близост до него е известният двоен връх Дрю, а в подножието му – вторият най-голям ледник в Алпите, Мер дьо Глас.
Върхът има три стени и всички се отличават със средна или висока степен на трудност: южният склон, по който е класическият вариант за изкачване (кулоара Уимпър); склонът Нан Блан, гледащ към долината на Шамони, и северният склон (Аржантиер), по който за отбелязване е кулоарът Кутюрие – „тобоган“ от сняг и лед с височина повече от 1000 m. 
Първото изкачване е дело на Едуард Уимпър, Кристиян Алмер и Франц Бинер на 29 юни 1865 г. Впоследствие много други алпинисти приемат предизвикателството на Етюий Верт и го изкачват по различни маршрути. Специално внимание му отделя Арман Шарле през 30-те години на ХХ в. През 1968 г. тъкмо тук швейцарецът Силвен Содан се спуска със ски по кулоара Уимпър и така поставя началото на екстремните ски.

## Инциденти
На Егюий Верт са се случили няколко инцидента, в които алпинисти са загинали или изчезнали безследно. Тялото на френската алпинистка Патрис Ивер, връзката с която е загубена на 1 март 1982 г., е намерено на 1 юли 2014 г.